# Goose Bay (Newfoundland)
De Goose Bay is een baai van het Canadese eiland Newfoundland. De baai is een lange, smalle zijarm van de Chandler Reach, hetwelk een zeegat is dat leidt naar de open wateren van de Bonavista Bay.

## Geografie
Goose Bay is een zijarm van de Chandler Reach, de tezamen met de in het verlengde ervan liggende Clode Sound de facto de langste zijarm van Newfoundlands Bonavista Bay is. Goose Bay is 15 km lang en gemiddeld minder dan 3 km breed. Het enige eiland met een zekere grootte is het zuidelijk gelegen Shag Island (6 ha). 
Er liggen zeven plaatsen aan de oevers van de baai. Het betreft Canning's Cove, Musgravetown en Bloomfield aan de westzijde en Lethbridge, Brooklyn, Portland en Jamestown aan de oostzijde.